# 黑濑旋螺
黑濑旋螺（学名：Fusolatirus kuroseanus），是新腹足目旋螺科Fusolatirus属的一种。主要分布于越南、台湾，常栖息在深海。